# Peter Samuelsson (musiker)
Peter Samuelsson, född 31 januari 1974, är en svensk basist. 
Han driver för närvarande en egen inspelningsstudio i Falkenberg med sitt musikbolag PPP Recording som mestadels besöks av musikgrupper med inriktning på hårdrock. Samuelsson är basist i det svenska dansbandet Barbados och det engelskspråkiga rockbandet 5th Sonic Brigade. Han medverkade även på Eddie Meduzas album Värsting Hits 1998. År 2010 producerade han popgruppen Zackarias debutalbum Som pansar.

## Diskografi

### Med 5th Sonic Brigade
- 5th Sonic Brigade - If You Could Only See (CD-singel, 2007)
- 5th Sonic Brigade - Kiss Of Death (CD-singel, 2008)
- 5th Sonic Brigade - Stop! Special Rockstar Edition (maxi-CD, 2009)
- 5th Sonic Brigade - The Whooo Song (Digital-singel, 2009)
- 5th Sonic Brigade - 5th Sonic Brigade (CD-album, 2009)
- 5th Sonic Brigade - The Whooo Song - Club Edition (digital-singel, 2009)
- 5th Sonic Brigade - God Damn (digital-singel, 2009)
- 5th Sonic Brigade - Christopher Tod - Artist's Edition (digital-EP, 2009)
- 5th Sonic Brigade - ReUnation - A Tribute To Running Wild (samlings-CD, 2009)
- 5th Sonic Brigade - The A.I.K. Song (digital-singel, 2010)
- 5th Sonic Brigade - Knock, Knock On My Door Again (digital-singel, 2010)
- 5th Sonic Brigade - The Crimson Covers - W.A.S.P. Tribute (samlings-CD, 2010)
- 5th Sonic Brigade - AIK - Keep It Black (samlings-CD, 2010)
- 5th Sonic Brigade - Everyday Turns Out The Same (digital-singel, 2010)
- 5th Sonic Brigade - If You Could Only See (digital-singel, 2011) re-release
- 5th Sonic Brigade - Teacher (digital-singel, 2013)

### Med Barbados
- Barbados - Barbados (CD-album, 1994)
- Barbados - The Lion Sleeps Tonight (CD-album, 1997)
- Barbados - Nu Kommer Flickorna (CD-album, 1998)
- Barbados - Belinda (CD-album, 1999)
- Barbados - Rosalita (CD-album, 1999)
- Barbados - When The Summer Is Gone (CD-album, ?)
- Barbados - Power of Love-The Greatest Hits (CD-album, ?)
- Barbados - Kom Hem (CD-album, 2000)
- Barbados - Tracks for Tracks (CD-album, ?)
- Barbados - Collection 1994-2001 (CD-album, 2001)
- Barbados - Världen Utanför (CD-album, 2002)
- Barbados - Rewind (CD-album, 2003)
- Barbados - Hela Himlen (CD-album, 2003)
- Barbados - Stolt (CD-album, 2005)
- Barbados - Tid att gå vidare (CD-singel, 2007)
- Barbados - Vinterstorm (CD-singel, 2008)
- Barbados - OKEJ (CD-singel, 2010)
- Barbados - Efterlyst (CD-album, 2011)